# 永田善三郎
永田 善三郎（ながた ぜんざぶろう、1885年（明治18年）6月11日 - 1950年（昭和25年）12月6日）は、日本のジャーナリスト・政治家。政治家としては憲政会→立憲民政党に所属し衆議院議員選挙に連続5回当選し海軍参与官を務めた。

## 経歴
静岡県周智郡久努西村（現在の袋井市）出身。1907年（明治40年）、早稲田大学政治科を卒業。台湾日日新聞社記者、満洲日日新聞社編集長、大連汽船株式会社天津支店長、永田鉱業株式会社社長を歴任した。
1924年（大正13年）、第15回衆議院議員総選挙に出馬し、当選。第19回に至るまで5回連続当選を果たした。その間、廣田内閣で海軍参与官に就任した。
さらに大連の漢字紙『関東報』の社長や静岡民友新聞社の社長も務めた。